# Ammannia urceolata
Ammannia urceolata är en fackelblomsväxtart som beskrevs av William Philip Hiern. Ammannia urceolata ingår i släktet Ammannia och familjen fackelblomsväxter. Inga underarter finns listade i Catalogue of Life.